# Cantó de Sancergues
El cantó de Sancergues és un cantó francès del departament del Cher, situat al districte de Bourges. Té 18 municipis i el cap és Sancergues.

## Municipis
- Argenvières
- Beffes
- La Chapelle-Montlinard
- Charentonnay
- Chaumoux-Marcilly
- Couy
- Étréchy
- Garigny
- Groises
- Herry
- Jussy-le-Chaudrier
- Lugny-Champagne
- Marseilles-lès-Aubigny
- Précy
- Saint-Léger-le-Petit
- Saint-Martin-des-Champs
- Sancergues
- Sévry

## Història
| Data d'elecció                           | Identitat         | Partit    | Qualitat |
| ---------------------------------------- | ----------------- | --------- | -------- |
| 1945-1951                                | M. Ratillon       | SFIO      |          |
| 1951-196.                                | M. Lamy           | PCF       |          |
| 19..-1967                                | Jacques Bellières | Centrista |          |
| 1967-1970                                | M. Mallet         | PCF       |          |
| 1970-1976                                | Michel Lafay      | UDR       |          |
| 1976-                                    | Serge Berthelot   | PCF       |          |
| les dades anteriors no són pas conegudes |                   |           |          |
|                                          |                   |           |          |

## Demografia
| A partir de 1990: Població sense dobles comptes |